# Salou Challenger 1991
Il Salou Challenger 1991 è stato un torneo di tennis facente parte della categoria ATP Challenger Series nell'ambito dell'ATP Challenger Series 1991. Il torneo si è giocato a Salou in Spagna dal 29 luglio al 4 agosto 1991 su campi in terra rossa.

## Vincitori

### Singolare
Leonardo Lavalle ha battuto in finale  Federico Sánchez con il punteggio di 7–5, 6–4

### Doppio
Murphy Jensen /  Francisco Montana hanno battuto in finale  Wayne Arthurs /  Carl Limberger con il punteggio di 5–7, 6–2, 7–5